# Łata niwelacyjna
 Łata niwelacyjna (geodezyjna) – przyrząd geodezyjny stosowany w niwelacji.
W zależności od wymaganej dokładności wykonania pomiaru (niwelacji) wyróżnia się łaty do niwelacji technicznej lub precyzyjnej.
Z uwagi na potrzeby transportowe – przewożenie a przede wszystkim noszenie w terenie, łaty muszą być stosunkowo lekkie, a równocześnie dostatecznie sztywne. Tradycyjne łaty były wykonywane z pustych wewnątrz profili drewnianych składanych najczęściej w połowie długości (3 i 4 metrowe). Współcześnie łaty do niwelacji technicznej są wykonywane z profili aluminiowych, wysuwanych teleskopowo co znacznie ułatwia pomiary – dostosowanie długości łaty do potrzeb terenowych. Łaty aluminiowe mają najczęściej długość 3 - 4 - 5 - 6 metrów. Łaty do niwelacji precyzyjnej wykonuje się z inwaru.
Łata na obu końcach ma odpowiednie okucia. Okucie dolne, którym opiera się łatę na mierzonym punkcie, nazywa się stopą łaty. Stopa powinna być płaska i prostopadła do osi podłużnej łaty, aby wynik pomiaru nie zależał od tego, którym miejscem stopy oprze się łatę na punkcie.
Na przedniej stronie łaty naniesiony jest podział – grafika wykonana w kontrastowych kolorach (najczęściej czerwona lub czarna na białym lub żółtym tle) umożliwiająca odczytanie odległości od stopy łaty do osi celowej niwelatora (poziomej kreski krzyża nitek). Początek (zero) podziału winien pokrywać się z powierzchnią stopy. 
 Tradycyjne niwelatory libellowe dawały obraz odwrócony, więc na łatach przeznaczonych do pomiarów tymi niwelatorami cyfry nanoszono "do góry nogami", co ułatwiało obserwatorowi ich odczytanie. Współczesne niwelatory automatyczne dają obraz prosty, więc cyfry w opisie podziału łaty umieszcza się w normalnej pozycji. Odczyty z łat ustawionych na kolejnych punktach umożliwiają obliczenie różnicy wysokości pomiędzy tymi punktami a jeśli jednym z tych punktów jest reper – obliczenie wysokości bezwzględnej drugiego punktu.
Przy pomiarach na nieutwardzonym gruncie wykorzystuje się żabki niwelacyjne – żeliwne podstawki umożliwiające stabilne i powtarzalne ustawienie łaty. 
Do ustawienia łaty w pionie wykorzystuje się libellę okrągłą. Libella zazwyczaj montowana jest na stałe na korpusie łaty, ale bywa też przykładana na czas pomiaru (libella taka ma obudowę przedłużoną w kształt kątownika).

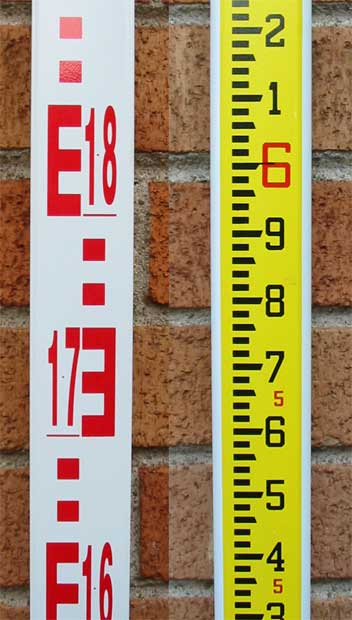
Po lewej łata z podziałem metrycznym (decymetry i centymetry), po prawej z podziałem imperalnym (stopy, 1/10 i 1/100 stopy).
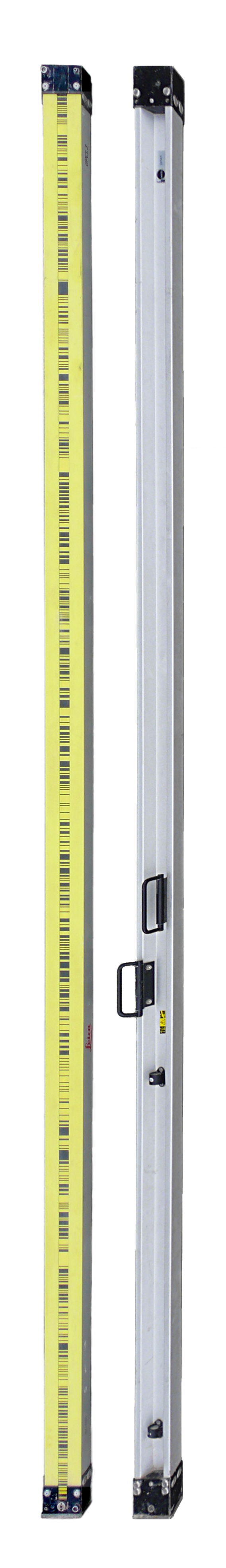
Łata kodowa Leica Geosystems. Korpus aluminiowy, inwarowa taśma kodowa.
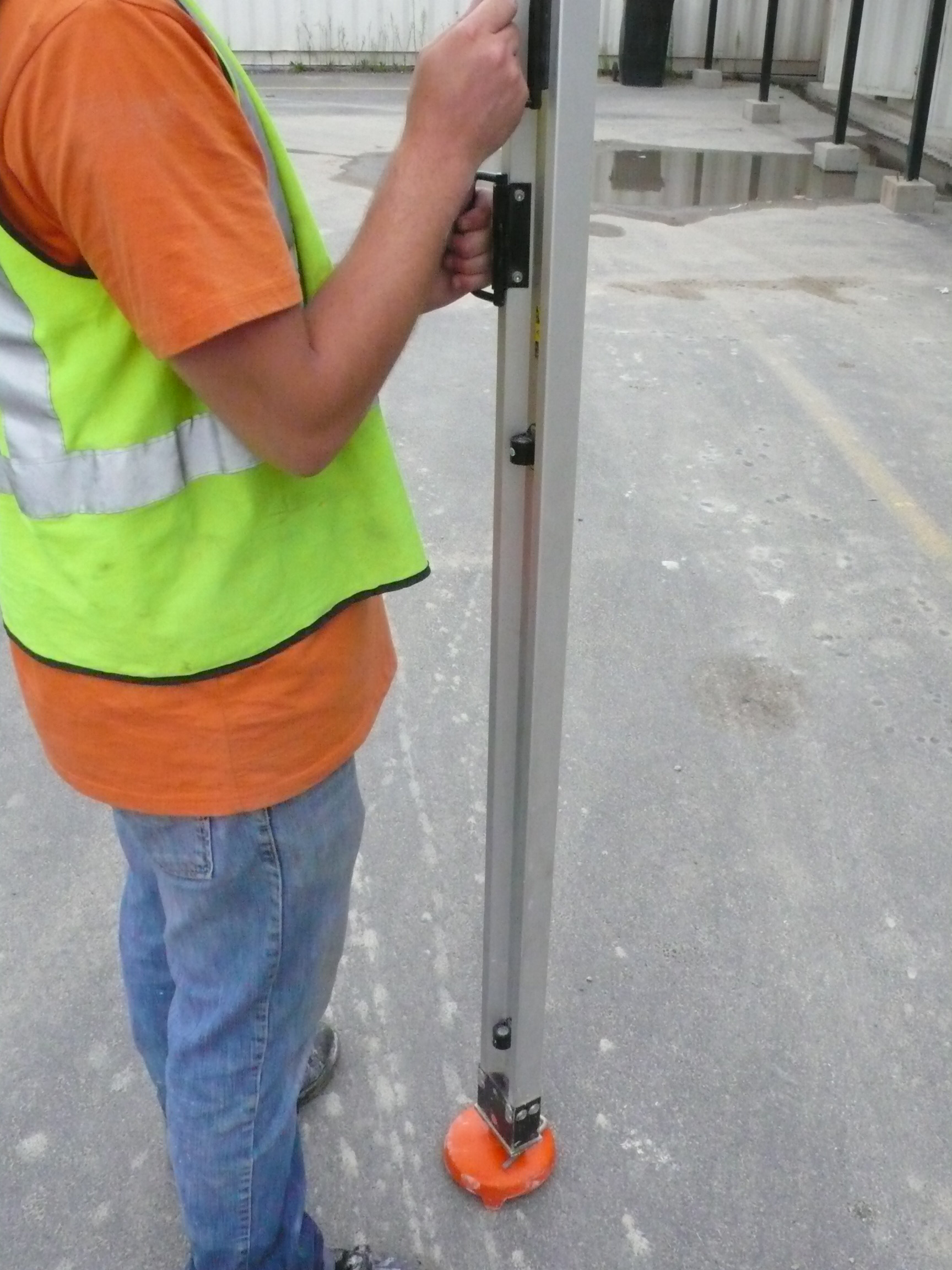
Łata oparta na żabce. Widoczne dwie stałe libelle pudełkowe.
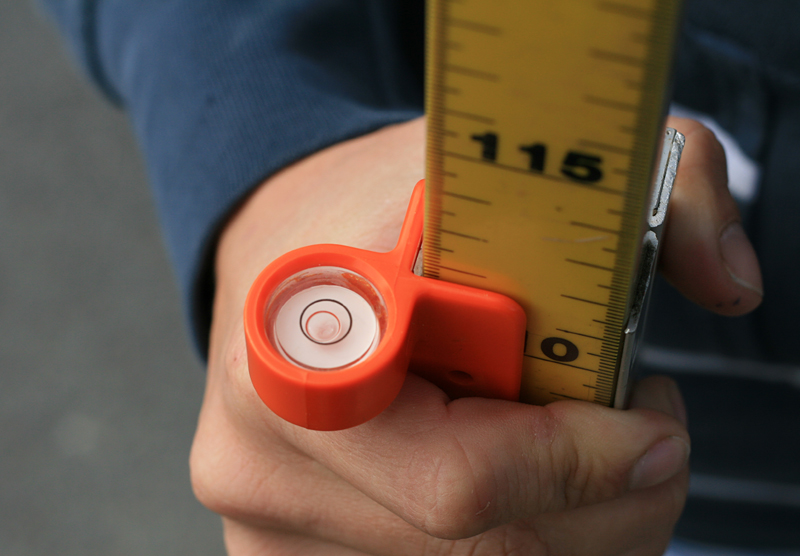
Libella przykładana do łaty

W przypadkach konieczności realizacji dużej liczby lub zapewnienia wysokiej dokładności pomiarów coraz częściej stosowane są niwelatory cyfrowe. Łaty niwelacyjne używane przy takich automatycznych pomiarach mają opis wykonany w formie kodu kreskowego. Często łaty "cyfrowe" mają naniesiony po drugiej stronie podział klasyczny - dzięki temu możliwe jest wykonanie klasycznej niwelacji też niwelatorem cyfrowym (mają one identyczny układ optyczny). Na odwrocie klasycznych łat teleskopowych często umieszczany jest dodatkowo podział centymetrowy - identyczny z wyglądem linijki czy taśmy mierniczej, umożliwia to wykonanie pomiaru np. wysokości pomieszczenia itp.

## Odczyt z łaty niwelacyjnej

Widok w lunecie przyrządu pomiarowego

Po spoziomowaniu instrumentu, wycelowaniu na łatę, oraz ustawieniu ostrości widzenia krzyża nitek i obrazu łaty, geodeta odczytuje potrzebne wartości z łaty.
Rysunek przedstawia widok w lunecie fragmentu łaty ustawionej na punkcie, na którym ma być wykonany odczyt. Odczyt wykonuje się następująco: 23 (gdyż pozioma, środkowa, kreska krzyża nitek lunety jest na polu decymetra opisanego jako 23) oznacza to, że odległość od stopy łaty jest większa od 23 decymetrów, 7 gdyż środkowa pozioma linia krzyża nitek jest na czerwonym polu ósmego centymetra na łacie (czyli siedem pełnych centymetrów), oraz 5 gdyż kreska jest w połowie tego pola, czyli na piątym milimetrze. Odczyty milimetrów na łacie są szacowane z dokładnością do 1-2 mm.
Daje to odczyt 2 m, 3 dm, 7 cm i 5 mm, czyli wysokość 2375 mm od punktu, na którym ustawiono łatę (głowicy repera, bolca żabki położonej na ziemi, elementu konstrukcyjnego, np. powierzchni krawężnika itp.) do poziomej środkowej linii krzyża nitek.

### Pomiar odległości
Dodatkowo, wykorzystując dwie poziome, mniejsze kreski (dolną i górną) krzyża nitek i wykonując przy ich pomocy dodatkowe odczyty z łaty można obliczyć odległość pomiędzy instrumentem a łatą (dalmierz optyczny). Najczęściej należy obliczoną różnicę odczytów pomnożyć przez 100. Na powyższym przykładzie odległość na łacie pomiędzy pomocniczymi kreskami wynosi 2405 – 2345 = 60 mm, zatem odległość od dalmierza do łaty: 60 mm × 100 = 6 metrów. Dokładność takiego pomiaru odległości jest konsekwencją dokładności odczytu 1 mm x 100 = 0,1 metra, co w większości przypadków wystarcza do jednoznacznego określenia położenia mierzonego punktu (pikiety) oczywiście przy równoczesnym wykonaniu pomiaru (odczytu) azymutu z koła poziomego. Taki kompleksowy pomiar jest wykonywany w ramach niwelacji punktów rozproszonych.